# Sin City: Am ucis pentru ea
Sin City: A Dame to Kill For este un film thriller americano-francez cu crime din 2014 regizat de Robert Rodriguez și Frank Miller, o continuare a filmului Sin City din 2005. În rolurile principale joacă actori care au apărut și în filmul anterior: Jessica Alba, Rosario Dawson, Jaime King, Jude Ciccolella, Powers Boothe, Mickey Rourke, Clive Owen și Bruce Willis. Printre alți actori care nu au apărut în prima parte se numără Eva Green, Josh Brolin, Jamie Chung, Joseph Gordon-Levitt, Dennis Haysbert, Marton Csokas, Christopher Lloyd, Julia Garner, Juno Temple, Ray Liotta, Stacy Keach, Christopher Meloni, Lady Gaga, Jeremy Piven și Crystal McCahill. Scenariul se bazează pe a doua carte a seriei de benzi desenate Sin City de Miller.  O mică parte a acțiunii filmului se bazează pe povestirea scurtă   "Just Another Saturday Night", care a apărut în colecția Booze, Broads & Bullets, a șasea carte a seriei de benzi desenate. Două povestiri originale au fost scrise special de Miller pentru acest film. Sin City: A Dame to Kill For a fost programat pentru a avea premiera la 4 octombrie 2014, dar apoi data a fost schimbată pentru a avea loc la 22 august 2014.

## Distribuție
- Jessica Alba ca Nancy Callahan[6]
- Powers Boothe ca Senator Roark[9]
- Josh Brolin ca Dwight McCarthy[10]
- Jamie Chung ca Miho[11]
- Jude Ciccolella ca Liebowitz
- Marton Csokas ca Damien Lord[12]
- Rosario Dawson ca Gail[13]
- Julia Garner ca Marcy[3][14]
- Joseph Gordon-Levitt ca Johnny[15]
- Eva Green ca Ava Lord[16]
- Dennis Haysbert ca Manute[17]
- Stacy Keach ca Wallenquist[18]
- Jaime King ca Goldie and Wendy[11]
- Lady Gaga ca The Waitress[19]
- Ray Liotta ca Joey[14][20]
- Christopher Meloni ca Mort[14][21]
- Crystal McCahill[22]
- Jeremy Piven ca Bob[14][20]
- Mickey Rourke ca Marv[13]
- Juno Temple ca Sally[14][20]
- Bruce Willis ca John Hartigan[23]